# Quararibea paraensis
Quararibea paraensis là một loài thực vật có hoa trong họ Cẩm quỳ. Loài này được (Huber) Vischer miêu tả khoa học đầu tiên năm 1919.